# Provincia di Ha Nam
Ha Nam (vietnamita: Hà Nam, sino-vietnamita: 河南) è una provincia del Vietnam, della regione del Delta del fiume Rosso.
Questa provincia ha una superficie di 859,6 km² e una popolazione di 852.800 abitanti.
La capitale provinciale è Phủ Lý.

## Distretti
Ha Nam è divisa in una città (Phủ Lý) e cinque distretti:
- Bình Lục
- Duy Tiên
- Kim Bảng
- Lý Nhân
- Thanh Liêm